# Haňovice
Haňovice (in tedesco Haniowitz) è un comune della Repubblica Ceca facente parte del distretto di Olomouc, nella regione di Olomouc.